# Jaskinia Psia (Góry Świętokrzyskie)
Jaskinia Psia – jaskinia w Górach Świętokrzyskich. Wejście do niej znajduje się we wschodniej części góry Miedzianka, w nieczynnym kamieniołomie, niedaleko Jaskini w Sztolni Teresa na Miedziance, w  pobliżu Chęcin, na wysokości 283 m n.p.m. Długość jaskini wynosi 16,5 metrów, a jej deniwelacja 4 metry.
Jaskinia znajduje się na terenie Rezerwatu Przyrody Góra Miedzianka i jest nieudostępniona turystycznie.

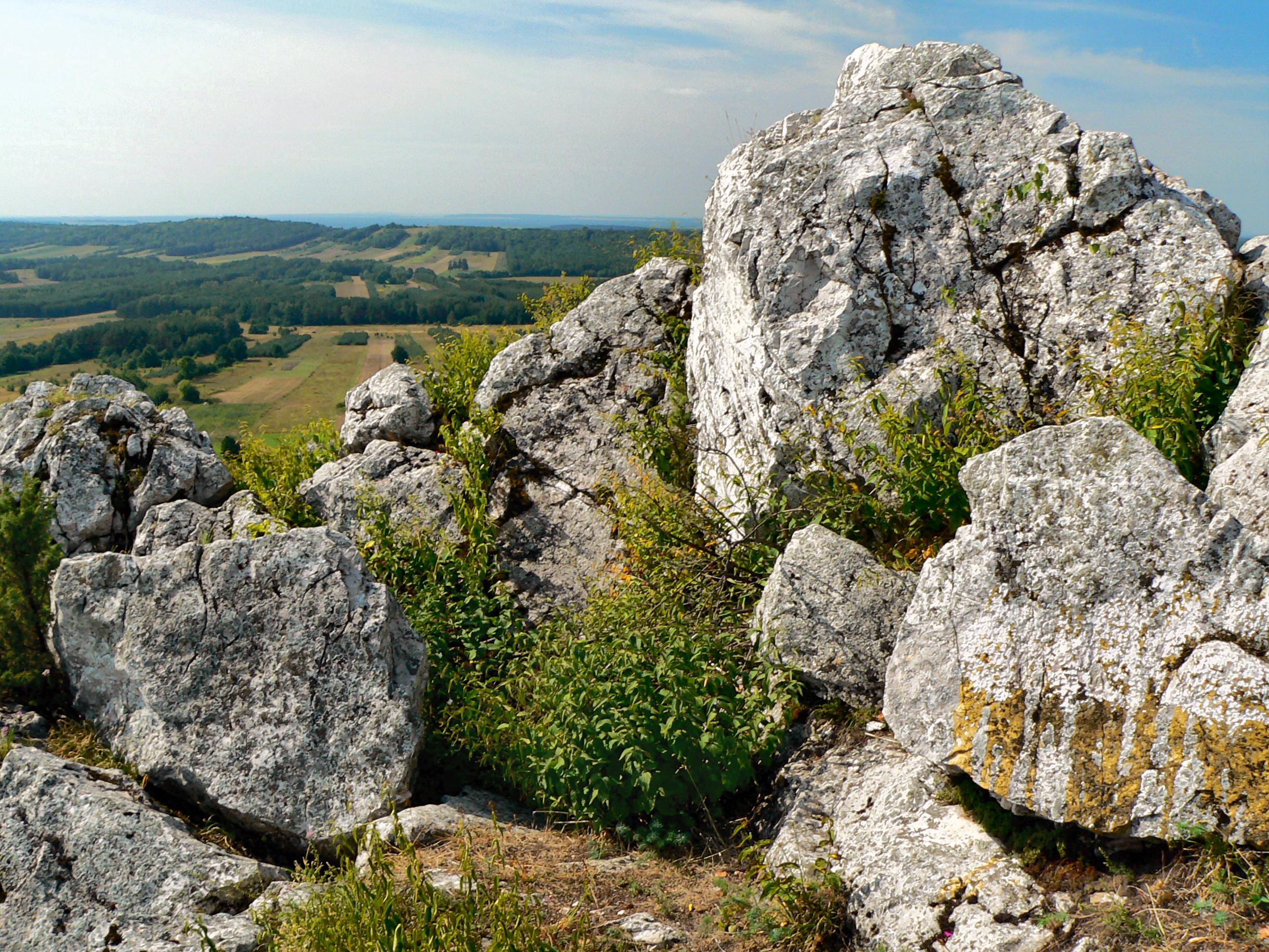
Skały na szczycie Miedzianki

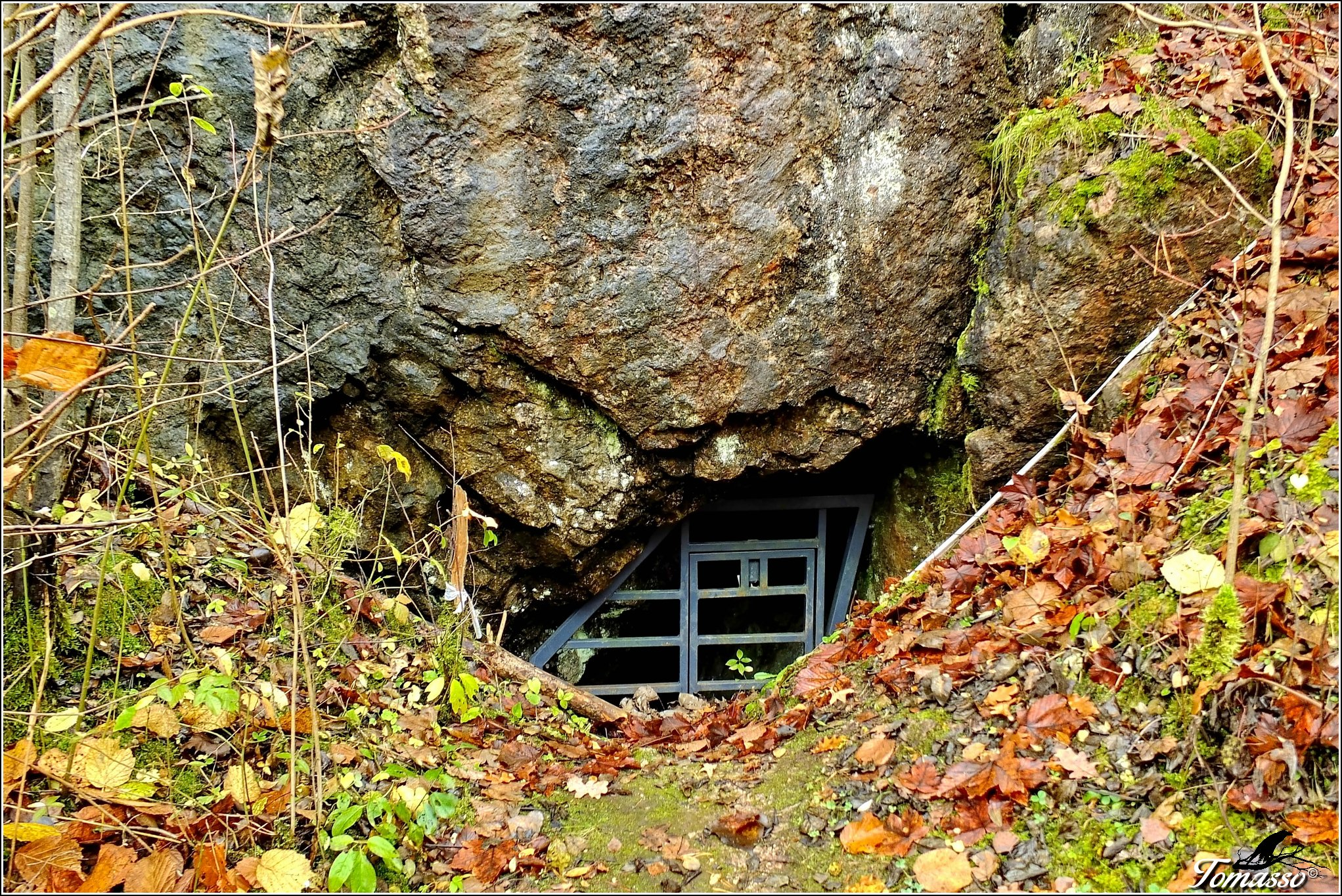
Niedostępne wejście do Jaskini Psiej

## Opis jaskini
Jaskinię stanowi prosty, idący lekko w dół korytarz zaczynający się w małym i sztucznym otworze wejściowym, a kończący szczeliną nie do przejścia. Mniej więcej w jego połowie odchodzi krótki korytarzyk prowadzący do niewielkiej i bardzo niskiej salki.

## Przyroda
W jaskini brak jest nacieków. Ściany są suche, rosną na nich mchy i glony.

## Historia odkryć
Jaskinia była znana od dawna. Została odkryta podczas prac w kamieniołomie. Ma prawdopodobnie połączenie z Jaskinią w Sztolni Teresa na Miedziance. Jej opis i plan sporządził Krzysztof Recielski przy pomocy Agnieszki Gajewskiej w 1990 roku.